# Italiani di New York
La popolazione italo-americana di New York è la più numerosa degli Stati Uniti d'America. Distribuita soprattutto in numerosi quartieri etnici nei distretti di Brooklyn, Bronx, Manhattan, Queens e Staten Island, la popolazione italo-americana di New York è la terza comunità subito dopo Buenos Aires (Argentina) e San Paolo (Brasile). Gli italoamericani costituiscono il più grande gruppo etnico dell'area metropolitana di New York, con oltre 2,7 milioni di abitanti.

## Storia
Il primo italiano a risiedere a New York fu Pietro Cesare Alberti, un marinaio veneziano che nel 1635 si stabilì nella colonia olandese di New Amsterdam, la quale sarebbe successivamente diventata New York. La prima ondata migratoria italiana, numericamente contenuta, avvenne nel XVII secolo, con un picco tra il 1654 e il 1663, che riguardò i valdesi provenienti principalmente dal Piemonte. Un documento olandese del 1671 indica che, solo nel 1656, il Ducato di Savoia aveva esiliato 300 valdesi a causa della loro fede protestante.
La più significativa ondata migratoria italiana negli Stati Uniti ha avuto luogo tra la fine del XIX secolo e l'inizio del XX secolo. Tra il 1880 e il 1924 più di 4 milioni di italiani emigrarono negli USA.
Il primo quartiere di New York ad essere fortemente abitato da italiani, principalmente provenienti dal Sud Italia e in particolare dalla Sicilia, fu East Harlem, che divenne la prima parte della città ad essere conosciuta come "Little Italy". L'area si trova ad est di Lexington Avenue, tra la 96a e la 116a strada e ad est di Madison Avenue, tra la 116a e la 125a strada. Gli immigrati italiani che abitavano questa zona di New York si distribuirono nel quartiere in base alla loro provenienza regionale in patria. Ciò permise loro di vivere vicino a connazionali con i quali condividevano dialetti e usanze, rendendo la lontananza da casa meno gravosa ma, allo stesso tempo, diede luogo a possibili contrasti tra fazioni contrapposte.
"Italian Harlem" raggiunse il suo apice negli anni '30, con oltre 100.000 italo-americani che vivevano nei suoi condomini affollati e fatiscenti. Il censimento del 1930 mostrava che l'81% della popolazione di Italian Harlem era composta da italo-americani di prima o seconda generazione. Questo dato percentuale era leggermente inferiore a quello della Little Italy del Lower East Side, dove l'88% della popolazione era di origine italiana. Tuttavia, la popolazione assoluta di Italian Harlem era tre volte quella di Little Italy. I resti dell'eredità italiana del quartiere sono tenuti in vita dalla Giglio Society di East Harlem. Ogni anno, nel secondo fine settimana di Agosto, si celebra la festa della “Madonna del Carmelo” e si esegue la "Danza del giglio" per migliaia di spettatori.
Dopo la seconda guerra mondiale i primi insediamenti italiani, come quello ad East Harlem, cominciarono a mutare nella loro composizione etnica perché gli italo-americani si trasferirono nel North Bronx, nel Queens e nella parte meridionale di Brooklyn. Nello stesso periodo si ebbe una nuova ondata migratoria italiana. Si stima che da 129.000 a 150.000 immigrati italiani entrarono a New York City tra il 1945 e il 1973. Evitando la zona di Manhattan, i nuovi migranti italiani si stabilirono nei quartieri periferici e contribuirono così a rinvigorire la cultura e le istituzioni comunitarie italiane. Con l'afflusso di immigrati del dopoguerra, Bensonhurst è diventata la più grande comunità italiana a New York City con 150.000 italo-americani (censimento del 1980).
La "Little Italy" più nota di Manhattan è l'area attorno a Mulberry Street. Questo insediamento, tuttavia, sta rapidamente diventando parte dell'adiacente Chinatown a causa del calo della popolazione di origine italiana nell'area. Secondo il censimento del 2000, 692.739 newyorkesi si dichiararono di origini italiane, costituendo il più numeroso gruppo etnico europeo della città. Nel 2011 l'American Community Survey ha rilevato che a New York abitano 49.075 persone di origine italiana.

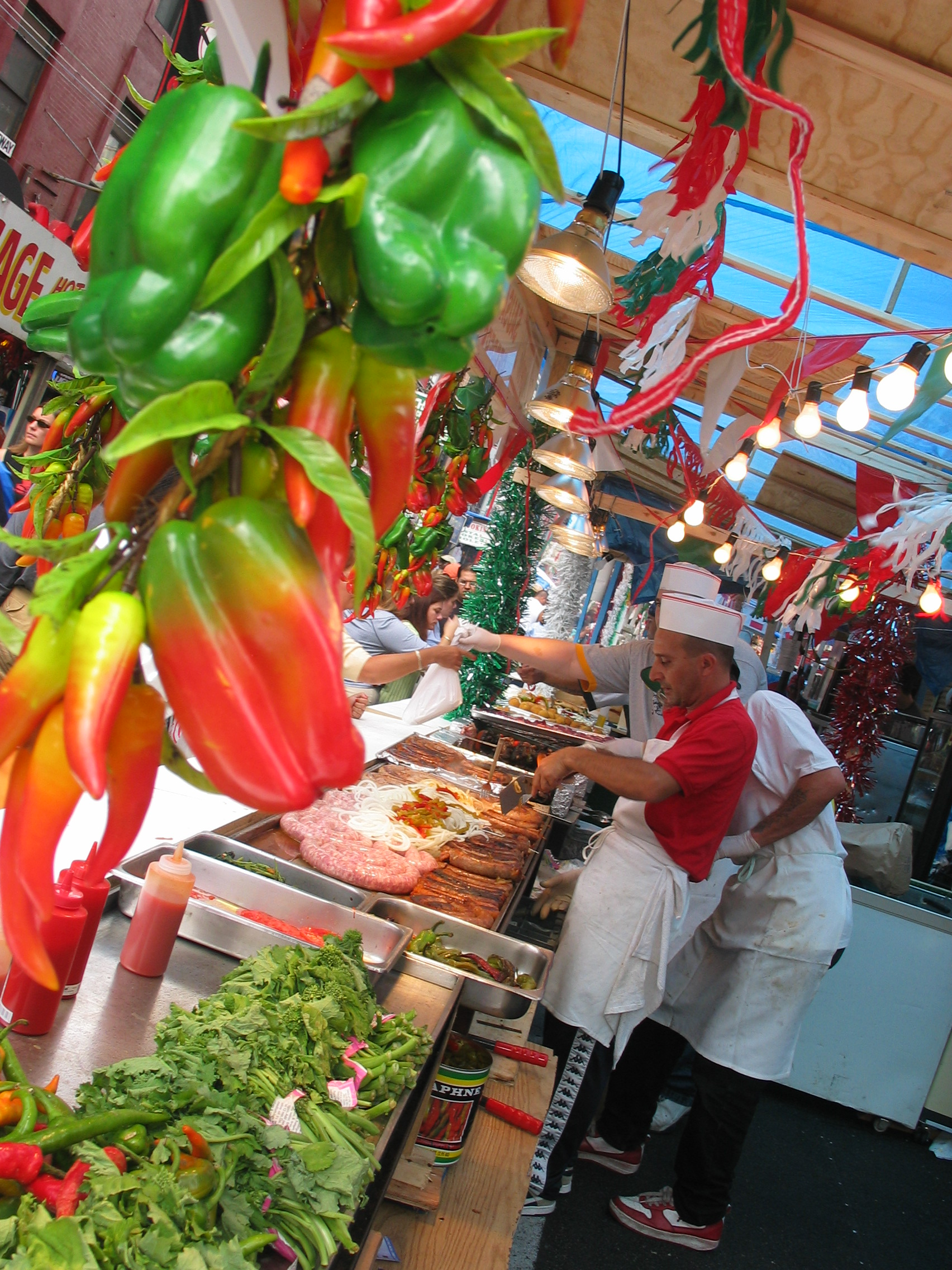
Venditori ambulanti alla Festa di San Gennaro nella Little Italy di Manhattan.

## Quartieri italoamericani di New York
- Arthur Avenue (la Little Italy del Bronx)
- Bay Ridge, Brooklyn
- Bensonhurst, Brooklyn (la Little Italy di Brooklyn)
- Belmont, Bronx
- Bergen Beach, Brooklyn
- Carroll Gardens, Brooklyn
- City Island, Bronx
- Cobble Hill, Brooklyn
- Dyker Heights, Brooklyn
- East Village, Manhattan
- Greenwich Village, Manhattan
- Howard Beach, Queens
- Middle Village, Queens
- Mill Basin, Brooklyn
- Morris Park, Bronx
- Mulberry Street, Little Italy, Manhattan
- Ozone Park, Queens
- Pelham Bay, Bronx
- Pleasant Avenue, East Harlem (Italian Harlem), Manhattan
- Schuylerville, Bronx
- Staten Island
- Throggs Neck, Bronx
- Whitestone, Queens
- Williamsburg, Brooklyn
- Tottenville, Staten Island
- Eltingville, Staten Island
- Annadale, Staten Island
- Huguenot, Staten Island

## Scuole
La scuola privata internazionale italiana Scuola d'Italia Guglielmo Marconi, che va dalla scuola materna alla scuola superiore, si trova a Manhattan. È l'unica scuola diurna bilingue in inglese e in italiano del Nord America.

## Istituzioni
Il Consolato Generale d'Italia a New York è situato nell'Upper East Side di Manhattan.
Il John D. Calandra Italian American Institute, fondato nel 1979 e con sede a Midtown Manhattan, è un istituto accademico che studia materie attinenti alla storia degli italiani negli Stati Uniti.
L'Italian American Museum di New York si trova nel quartiere di Little Italy. La sede, situata in un edificio che ospitava una banca, ha avuto una "soft opening" nel settembre 2008, e un'apertura formale nel mese di ottobre.

### Chiese
- Chiesa del Preziosissimo Sangue, Little Italy
- Chiesa di Nostra Signora di Pompei, Greenwich Village
- Chiesa di Sant'Antonio da Padova, Borgo Sud

## Feste
A New York si celebra il Columbus Day, a cui talvolta hanno partecipato alcuni gruppi italiani di Bersaglieri e Carabinieri, e il Festival di San Gennaro.